# Zondagsheiliging

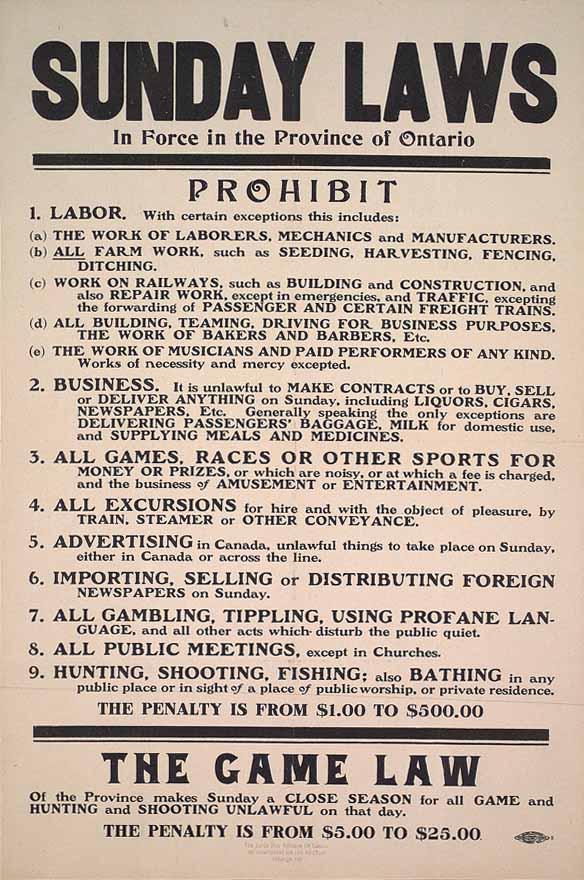
Zondagswet 1911 in Ontario, Canada

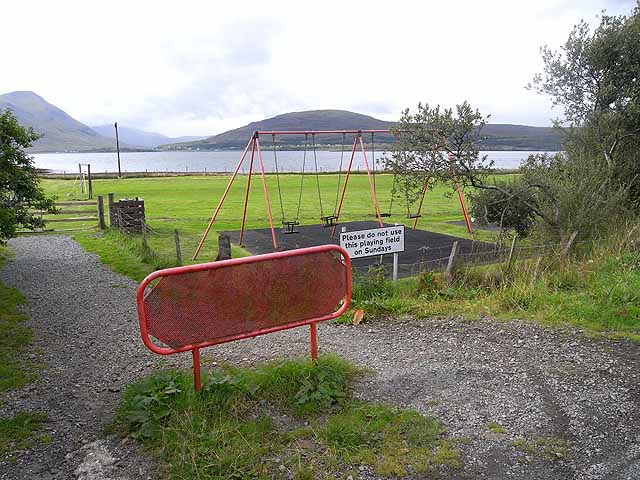
Een speeltuin op het eiland Raasay met de tekst: Please do not use this playing field on Sundays. Op dit eiland is de Free Presbyterian Church of Scotland de grootste kerk.

De zondagsheiliging en zondagsrust vormen een traditie in het christendom, volgens welke de zondag een heilige dag en rustdag is. Door de eeuwen heen is er verschillend met de zondagsheiliging omgegaan. Met name bij gereformeerde en bevindelijk gereformeerde christenen is de zondagsheiliging een levende traditie.

## Religieuze context
De zondagsheiliging vindt zijn grond in een van de Tien geboden (Exodus 20:8-11). De sjabbat werd als heilig beschouwd, een verwijzing naar het verhaal over de schepping: "God zegende de zevende dag en heiligde die, want op die dag rustte Hij van heel zijn scheppingswerk" (Genesis 2:2-3).

### Vroege christendom
In het jodendom was de sjabbat de tijdsperiode vanaf vrijdagavond zonsondergang tot zaterdagavond zonsondergang. In het vroegchristelijk jodendom bleef dit enige tijd gehandhaafd en uit Handelingen 20:7 blijkt dat de bijeenkomsten in het vroege christendom plaatsvonden op zaterdagavond, de 'eerste dag': "tot midden in de nacht". De consensus is dat deze verschuiving naar de eerste dag van de week, zondag voor de heidenen, gebeurde omdat Jezus op een zondag was opgestaan uit de doden en de uitstorting van de Heilige Geest op Pinksteren ook op een zondag plaatsvond.
Tijdens het Concilie van Jeruzalem (tussen 44 en 49) stond de vraag aan welke delen van de Wet van Mozes de niet-Joodse christenen zich moesten houden. In de versie in Handelingen 15 kwam men tot de conclusie dat niet-Joodse gelovigen zich moeten onthouden "van vlees dat bij de afgodendienst is gebruikt, van bloed, van vlees waar nog bloed in zit, en van ontucht" (Handelingen 15:29). Het houden van de sabbat wordt niet als voorwaarde genoemd. Paulus bestreed deze spijswetten uitdrukkelijk (1 Korintiërs 8:7-13; 10:19-29) In Kolossenzen 2:16 roept de auteur de gelovigen op: "Laat u daarom door niemand iets voorschrijven op het gebied van eten en drinken of het vieren van feestdagen, nieuwemaan en sabbat." Uit deze passages blijkt dat er discussie was in de vroege Kerk over het houden van de Wet van Mozes, inclusief de sabbat.

### Van de zaterdag naar de zondag
Vanaf 321 n.Chr. was de zondag als rustdag verplicht door een edict van keizer Constantijn de Grote, waardoor de meeste christenen alleen de zondagsheiliging handhaafden en niet meer de sabbat op zaterdag. Kerkvader Eusebius, die rond 314 n.Chr. bisschop van Caesarea werd, zei dat voor christenen "de sabbat is overgeheveld naar de zondag".

### Middeleeuwen en reformatie
In de middeleeuwen werd de zondagsrust onder kerkelijke invloed in zowat alle West-Europese landen in acht genomen, zonder dat de overheid daar wetten rond maakte. De bekende hervormer Johannes Calvijn ziet drie doeleinden waarvoor het gebod om één dag per week te rusten uit de Tien geboden gegeven is:
1. God heeft door de rust van de zevende dag aan het volk Israël geestelijke rust voor ogen gesteld. De gelovigen werden geroepen hun arbeid te onderbreken, zodat God door Zijn Geest in hen kon werken.
2. Dit gebod heeft God bedoeld opdat één dag vrij zou zijn om samen te komen om de wet te horen, voor liturgie en de overdenking van Gods werken, om zodoende geoefend te worden in de vreze Gods.
3. Deze dag was ook gegeven als een rustdag voor de slaven en voor allen die aan enig gezag onderworpen waren, opdat zij enige verlichting van hun arbeid zouden hebben.[5]

Calvijn stelt dat door de komst van Jezus Christus het vierde gebod afgeschaft is in zoverre het een ceremoniële en wettelijke instelling was. Tegelijk zegt hij dat de diepere betekenis van het gebod voor ons nog relevant is. Namelijk om een bepaalde dag te hebben om het Woord van God te horen, het heilig Avondmaal te vieren en voor de openbare aanroeping van de Naam des Heren. Deze visie van Calvijn op de rustdag is tot op heden van grote invloed op de achterban van de ChristenUnie en de SGP.

## Niet-religieuze context
Door de verbrokkeling van de kerkelijke macht en de oprukkende industriële revolutie konden grote groepen werknemers in de 19e eeuw geen aanspraak meer maken op deze rustdag. In Frankrijk kwam de dominicaan Henri Lacordaire in 1848 op tegen de afschaffing, ingegeven door de gewetensvrijheid, met de beroemde uitspraak:
Tussen de sterke en de zwakke, tussen de rijke en de arme, tussen de meester en de dienaar, is het de vrijheid die verdrukt en de wet die bevrijdt.
Enkel Engeland, de eerste industriële grootmacht, bleef vasthouden aan een veralgemeende zondagsrust op grond van religieuze voorschriften uit 1677 en 1780, die alle Britse onderdanen ertoe verplichtten op zondag naar de mis te gaan. Tegelijk legden ze een volledig arbeidsverbod op.
Zwitserland nam in 1877 als eerste een wettelijke regeling op de zondagsrust aan, die evenwel niet gold voor handelszaken. In Zwitserland was Alexandre Lombard een felle bepleiter van de zondagsrust. Duitsland en Oostenrijk volgden omstreeks 1895, met mogelijkheden tot afwijkingen op technische gronden. In België kwam de wet op de zondagsrust in 1905 tot stand na tien jaar intensief debat, door toedoen van een ongewone coalitie tussen christendemocraten, socialisten en conservatief-katholieke boegbeelden. Het volgende jaar kende het Belgische voorbeeld navolging in Frankrijk.
In Nederland geldt sinds de scheiding van kerk en staat officieel de zondag als laatste dag van de week. Dit is ook vastgelegd in de normen ISO 8601 en NEN 2772. De cyclus van weekdagen is daarbij echter niet verstoord; als de zondag een zevenvoud aan dagen na de opstanding was, is die dat nog steeds. Bij de vraag of de zevende of de eerste dag van de week de heilige dag / dag des Heren is, wordt door christenen sowieso uitgegaan van zondag als de eerste dag van de week.

## Invulling
De invulling van de zondagsheiliging kent vele vormen. Voor de rooms-katholieken bestaat de 'zondagsplicht', dat wil zeggen de verplichting om op zondag de Heilige Mis bij te wonen. De protestants-christelijken zien de zondag als een gewijde rustdag, die van oudsher uitsluitend bedoeld was voor overdenking, Bijbellezing en kerkgang. In Nederland wordt vooral in meer orthodoxe protestantse milieus deze vorm van zondagsrust consequent in acht genomen. Ten slotte is er de niet aan enige religie gebonden opvatting waarbij de arbeidsvrije zondag wordt beschouwd als dag van rust en ontspanning.
- De zevendedagsadventisten en vele messiasbelijdende joden houden sabbat op de zaterdag.
- Onder rooms-katholieken geldt het bijwonen van de zondagsmis als een van de vijf geboden van de Kerk.
- Bij veel bevindelijk gereformeerden en veel leden van de Gereformeerde Kerken wordt de zondag gezien als vervanging van de sabbat en de zondagsrust als voldoen aan een van de tien geboden.[bron?]
- Veel christenen hechten wel waarde aan de zondag, maar zien deze niet als opvolger van de sjabbat. Ze vinden de zondag echter een bijzondere dag waarop tijd gemaakt wordt voor kerkbezoek en waarop rust wordt genomen.
- Met name onder evangelische christenen speelt de zondag vaak een minder grote rol. Evangelische christenen beroepen zich daarbij op Romeinen 14:5 en soortgelijke teksten, waar gezegd wordt dat christenen elkaar hierover niet mogen veroordelen.
- Humanisten en andere niet-gelovigen stellen een arbeidsvrije zondag soms op prijs als dag van rust en stilte.

In Nederland werkt een deel van de christenen liever niet op zondag in het kader van de zondagsrust. Zo was onder journalisten al snel duidelijk dat Eimert van Middelkoop, minister van 2007 tot 2010 namens de ChristenUnie, op zondag niet door hen wilde worden gestoord. In behoudende geloofsgemeenschappen wordt het vaak niet passend gevonden dat anderen door hun toedoen op zondag moeten werken. Daarom wordt er soms geen gebruikgemaakt van het openbaar vervoer. Een kleine minderheid vindt het gebruik van auto en fiets ook niet toegestaan. Sport in clubverband vindt bij behoudende protestanten plaats op de zaterdag, en bij katholieken op zondag. In enkele gemeenten met een grote bevindelijk protestante bevolkingsgroep blijven gemeentelijke zwembaden op zondag gesloten.
Binnen een geloofsgemeenschap wordt de zondag in het algemeen ingevuld door het een- of tweemaal bezoeken van een kerkdienst. Op enkele plaatsen in Zeeland en de stad Rijssen is dat drie keer per zondag. Daarnaast is er ruimte voor ontspanning en staat het huiselijk familieleven centraal.
In de Gereformeerde Gemeenten in Nederland wordt de zondagsrust het strengst in acht genomen. De SGP wil graag een algemene zondagsrust voor geheel Nederland. De websites van de SGP en het Reformatorisch Dagblad zijn op zondag niet te raadplegen. In de meeste christelijke gemeenten in de Bijbelgordel van Nederland vinden op zondag significant minder activiteiten plaats dan elders. Zo worden er geen koopzondagen toegestaan en wordt sportclubs niet toegestaan op zondag activiteiten te organiseren. Overigens onthoudt ook het Koninklijk Huis zich op zondag zo veel mogelijk van openbare activiteiten. Met de zondagswet worden mogelijkheden voor activiteiten op zondagen formeel sterk ingeperkt.
Humanisten en andere niet-gelovigen hechten vooral waarde aan een arbeidsvrije zondag als dag van rust en ontspanning. De Zondagswet van 1953, waarin het recht op stilte is vastgelegd, staat hierbij centraal. Er zijn geen principiële bezwaren tegen het werken op zondag.

## Wetgeving
De Europese Unie beschouwt de wetgeving over de zondagsrust als voorbehouden aan de lidstaten.
In Nederland wordt de zondagsrust onder meer geregeld in de Zondagswet en de Winkeltijdenwet. Er is een beperkt aantal koopzondagen; in toeristische gebieden kan hier een uitzondering voor worden gemaakt. Dit was een reden voor een aantal steden om bepaalde gebieden tot "toeristisch" te benoemen. Het organiseren van een wedstrijd op zondag kan soms een verboden onderscheid op grond van godsdienst inhouden. In 1970 en 1971 ontstond in Nederland steeds meer onvrede met de opgelegde zondagsrust die ook de recreatiemogelijkheden beperkte en in sommige gemeenten werden in de zomermaanden uit protest de buitenbaden van openbare zwembaden gekraakt door actievoerders.
In België is de zondagsrust voorgeschreven door de Arbeidswet, die verbiedt werknemers 's zondags tewerk te stellen. De reeks uitzonderingen op dit verbod wordt evenwel stelselmatig verruimd. Voor winkels valt de verplichte rustdag standaard op zondag, als ze geen andere dag kiezen.
In Duitsland is het op zondag 24 uur lang verboden loonarbeid te verrichten. Hiervoor zijn de nodige uitzonderingen, zoals voor hulpdiensten.
In Frankrijk is sedert 2008 een wet van kracht die zondagsrust voorschrijft, maar een uitzondering maakt voor toeristische en stedelijke gebieden.
In Canada zijn de winkels sinds de jaren 1970 steeds vaker geopend op zondag, hoewel de wet op de zondagsrust niet is aangepast.